# Borosnyai Lukács János (református püspök)
Borosnyai Lukács János (Feldoboly, 1694 nyara – Marosvásárhely, 1760. február 9.) református lelkész, az Erdélyi református egyházkerület püspöke 1749-től haláláig.

## Élete
Apja zajzoni Lukács János zsellér volt. A nagyborosnyói iskolában tanult nyelvtant 1707 és 1711 között; innen vette fel a Borosnyai nevet. 1711-ben pünkösdkor Nagyenyedre ment a poezisre és 1713. április 13-án vizsgázott. Ezután nevelősködött, többek közt Bethlen Miklós gróf fiánál 1716-ban. Három év múlva, 1719-ben húsvétkor visszatért a nagyenyedi kollégiumba, ahol a retorikai osztályban köztanító lett. 1720-ban Vízaknára ment iskolamesternek; ugyanebben az évben Nagybúnra hívták lelkésznek, de nem fogadta el.
1721. szeptember 10-én külföldi akadémiákra indult, és november 15-én érkezett Odera-Frankfurtba, ahol egy télen át hallgatta az egyetemi előadásokat. Innen 1722. május 29-én indult Leidenbe, ahol négy évet töltött a leideni egyetemen, majd 1726. július 17-én hazatért. Ekkor rövid ideig Marosvécsen báró Kemény Simonnénál volt udvari pap, innen leendő apósa, Szigethi Gyula István segítségével 1727. január 13-án Nagyenyedre ment káplánnak, és 1729-ben pap lett. 1735. március 13-án távozott Nagyenyedről, és Székelyudvarhelyen vállalt tanári állást.
1748. november 28-án a Nagyenyeden tartott zsinaton egyházkerületi főjegyzővé, a következő évben pedig püspökké választották, mely hivatalában 1753-ban a császár is megerősítette, elsőként a református püspökök között. Püspöksége alatt terjedtek el nagyobb számban az orgonák az erdélyi református templomokban.

## Munkái
- Tholdi Ádám felett tartott prédikáczió. Kolozsvár, 1751
- Halál és minden kísértetek ellen való orvosság l. b. Alvinczy Gábor eltemettetése alkalmatosságával. Szeben, 1751
- Catechismusi házi kincs avagy a keresztyéni hit főágazatainak… magyarázatja. Stehelin Kristóf után. Kolozsvár, 1752
- Teleki Kata felett tartott prédikáczió. Uo. 1758
- Pápai Páriz Ferenc tiszteletére írt latin nyelvű verse megjelent a Justissima adorea… (Claudiopoli, 1717) című könyvben
- Levelét, melyet 1747. március 28-án Udvarhelyről irt Cserei Mihályhoz és ennek válaszát közli az Erdélyi Protestáns Közlöny (1873. 3. sz.)
- Emlékiratait 1888-ban fedezték föl Mezőkövesden és az erdélyi püspöki levéltárba helyezték el. Ezen kézirati Album ismertetve volt a Kolozsvár című lapban (1888. 297. sz.)